# 삼성 갤럭시 Z 플립 4
삼성 갤럭시 Z 플립 4(영어: Samsung Galaxy Z Flip4)는 삼성 갤럭시 Z 시리즈의 일부인 폴더블 스마트폰이다. 이 기기는 2022년 8월 10일 오후 10시에 삼성 언팩을 통해 발표되었으며, 같은 달 26일 출시되었다.

## 디자인

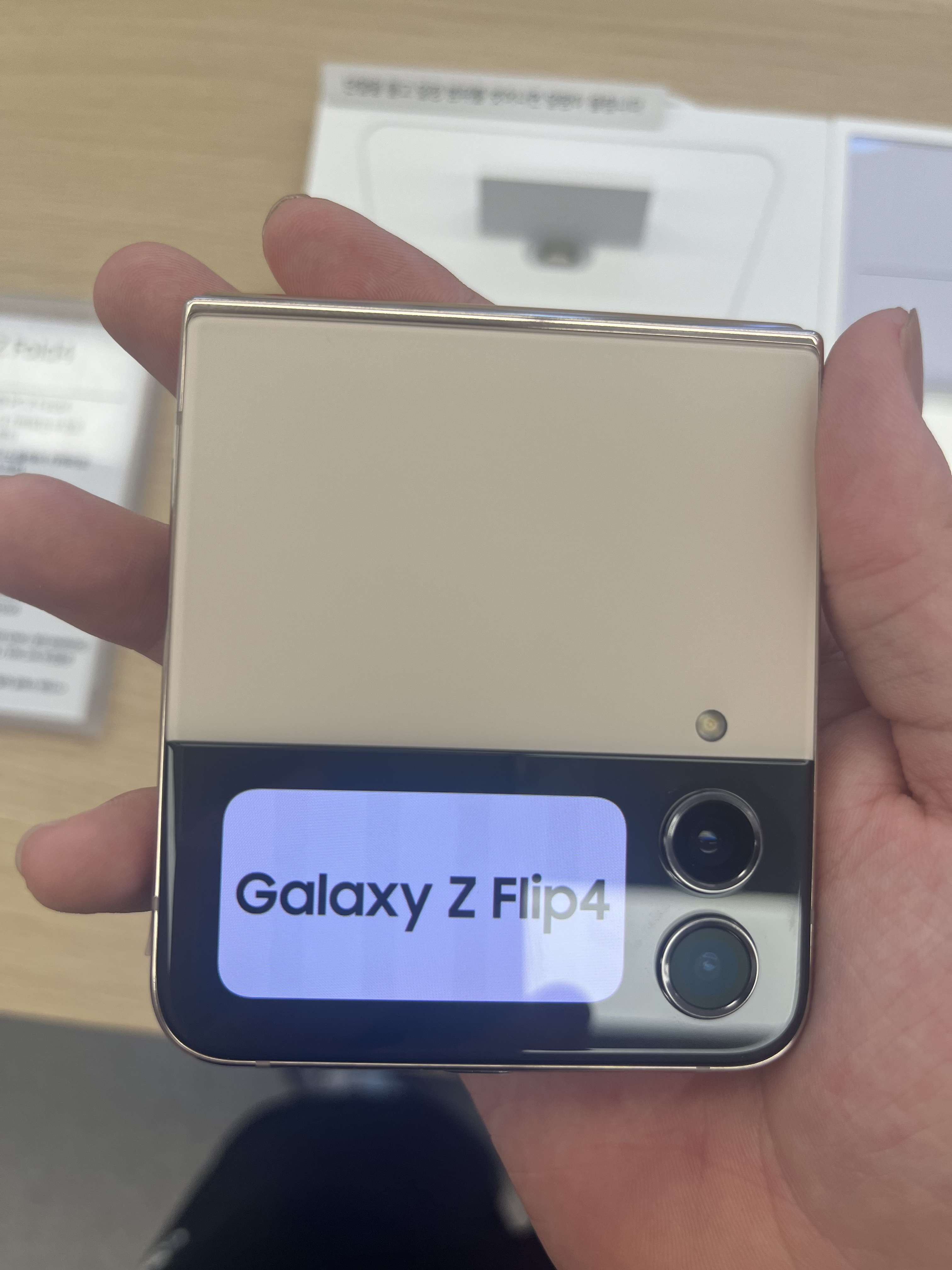
Z 플립 4

Z플립4는 알루미늄 프레임이 적용된 Z플립과 동일한 클램셸 디자인을 사용하며 4.2인치 공간으로 접을 수 있는 삼성제 초박형 유리로 보호되는 6.7인치 디스플레이를 탑재했다. 접으면 경첩 중앙에 삼성 로고가 나타난다. 1.9인치 커버 스크린도 채택했다. 이러한 커버 화면 변화로 음악, 날씨, 알람, 타이머, 음성 녹음기, 오늘의 일정, 삼성 헬스, 블루투스 등의 위젯을 내려받을 수 있다.
삼성 갤럭시 Z 플립 4는 그래파이트, 핑크 골드, 보라 퍼플, 블루 등 4가지 색상으로 출시된다.

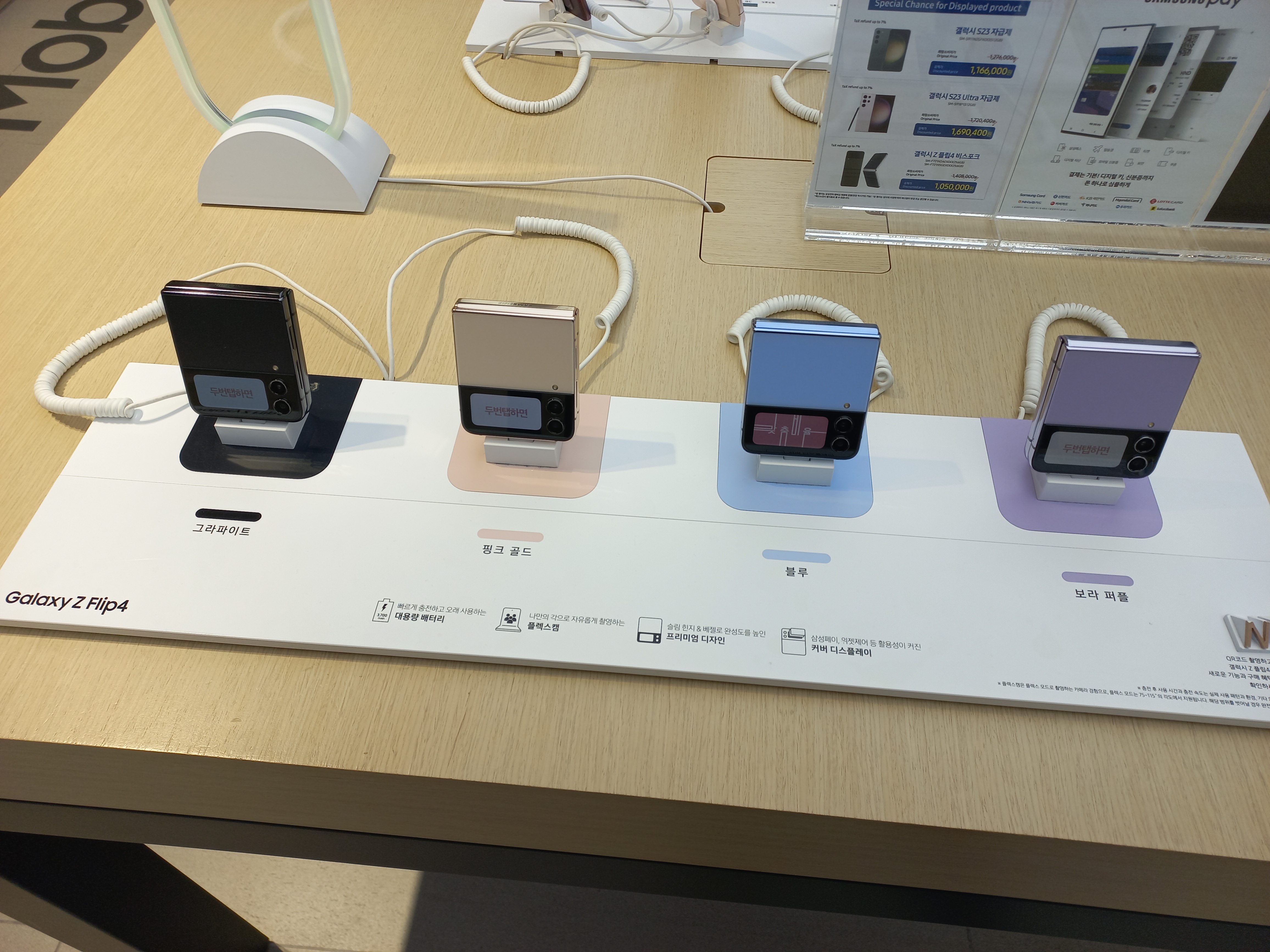
색상 모델

| 색 | 이름       |
| -- | ---------- |
|    | 그라파이트 |
|    | 핑크 골드  |
|    | 보라 퍼플  |
|    | 블루       |

## 사양

### 하드웨어
갤럭시 Z 플립4는 1.92인치 커버 디스플레이와 접이식 내부 6.7인치 디스플레이 등 2가지 화면을 탑재해 S펜 프로와 S펜 폴드 에디션을 지원하는 것이 특징이다. 두 디스플레이 모두 120Hz 가변 새로 고침 빈도를 갖는다.
이 장치는 8GB의 RAM과 256GB 또는 512GB의 UFS 3.1 플래시 스토리지를 가지고 있으며, 마이크로 SD 카드를 통한 장치의 저장 용량 확장을 지원하지 않는다.
Z 플립 4는 퀄컴 스냅드래곤 8+ Gen 1에 의해 구동된다.
이 장치에 포함된 배터리는 최대 25W의 USB-C를 통해 또는 최대 15W의 무선 충전을 통해 빠르게 충전하는 3700mAh 듀얼 셀 유닛이다.
Z 플립 4는 12 MP 광각 카메라와 12 MP 초광각 카메라를 포함한 3개의 후면 카메라를 갖추고 있다. 전면 카메라는 1개이며 디스플레이 뒷면에는 10MP 카메라가 있다.

### 소프트웨어
삼성 갤럭시 Z 플립 4는 안드로이드 12 기반 One UI 4.1.1을 탑재했다.